# حسن العدل
حسن العدل ( 21 مارس 1951 )، ممثل مصري .

## عن حياته
حصل على بكالوريوس معهد الكفاية الانتاجية. عام 1972. ثم دراسات حرة في معهد الفنون المسرحية. عمل في المسرح والسينما

## أعمال

### أفلام
| - خارج السيطرة :2021 - صندوق الدنيا:2020-رجل القرية - خلاويص:2018-المسجون الكفيف ناصر / النمس - كدبة بيضا (مصركاني):2018 - فوتوكوبي:2017 - الدنيا مقلوبة:2015 - تحية طيبة وبعد:2012-قصير موظف - ركلام:2012 - حليم:2006-محمد الموجي - المدينة:2000 - مبروك وبلبل:1998-شفيق صاحب الشقه - المصير:1997-جعفر | - يا دنيا يا غرامي:1996 - المهاجر:1994 - أحلام صغيرة:1993-حسن - مستر كاراتيه:1993-الضابط المرتشي - القاهرة منورة بأهلها:1991 - إسكندرية كمان وكمان:1990 - أيام الماء والملح:1990-جابر - حنفي الأبهة:1990-بدوي - المغتصبون:1989-إسماعيل جمعة الكساح - أحلام هند وكاميليا:1988-أنور - الطوق والإسورة:1986 | - اليوم السادس:1986 - فيش وتشبيه:1986-محمد - موظف السجل المدني - وداعا بونابارت:1985-شيخ عبد الله - فتوة درب العسال:1985-وصل البضاعه - فوزية البرجوازية:1985 - الانتقام لرجب:1984-نصاب - ألعاب ممنوعة:1984 - كله تمام:1984-مسجون - سجن بلا قضبان:1983 - خمسة في الجحيم:1982-الضابط - محسبشي حسابه |

### مسلسلات
| - الحيطة:2020-فايز البرجاوي - بت القبايل:2020-هلباوي - فلانتينو:2020-ضيف شرف - علامة استفهام:2019-الشيخ منصور - قابيل:2019-أبو سما - كارمن:2019-نسيم - مملكة الغجر:2019 - عوالم خفية:2018-مدحت سالم - ضيف شرف - لعنة كارما:2018-سيد - البارون:2017-أبو ضيف - الجماعة 2:2017-عبد العزيز عطية - الكبريت الأحمر - الكارما ج2:2017-المجذوب - عرايس خشب:2017 - قصر العشاق:2017-هشكل - جراب حواء:2016 - ستات قادرة:2016-عظيمة - مأمون وشركاه:2016-عم عبد التواب - هي ودافنشي:2016 - ونوس:2016-الشيخ فوزي علام - الكابوس:2015 - المطلقات:2015 - ألوان الطيف:2015-خليل - سلسال الدم ج2:2015-راضي - تفاحة آدم:2014-الشيخ منصور شبانة - صديق العمر:2014-والد المشير عبد الحكيم - العراف:2013-حسين الملط - أهل الهوى:2013-رفاعي زوج فريدة - بدون ذكر أسماء:2013-اسناوي - تحت الأرض:2013-الصول خميس - أخت تريز:2012-أبانوب - الخواجة عبد القادر:2012-صابر الأعمى - على كف عفريت:2012 - كاريوكا:2012-نجيب الريحاني - أبواب الخوف:2011-تيسير مصباح - احنا الطلبة:2011-والد طلعت - خاتم سليمان:2011-سعد التهامي - صفحات شبابية (ايد واحدة + شباب الفيس بوك):2011 | - مكتوب على الجبين:2011 - الجماعة:2010 - الحارة:2010 - القطة العميا:2010-سمير سليم - ضيف شرف - أهل كايرو:2010-الشيخ معتز درويش - أيام الحب والشقاوة:2010 - بالشمع الأحمر:2010 - بره الدنيا:2010 - طوق نجاة:2010-فايق الفايق - أدهم الشرقاوي:2009 - بشرى سارة:2009-رفعت - حدف بحر:2009 - ليالي:2009 - الفريسة والصياد:2007-مسعد - أمير الشرق عثمان دقنة:2007 - تامر وشوقية ج2:2007 - حاسبوا منه:2007 - حق مشروع:2007 - حكايات المدندش:2007 - سكة اللي يروح:2007 - شرخ في جدار العمر:2007 - الدنيا ريشة في هوا:2006 - السندريلا:2006-الشاعر عبد الرحمن الخميسي - حضرة المتهم أبي:2006 - نصر السماء:2006 - نور الصباح:2006 - إضحك قبل الضحك مايغلا:2005 - الإمام محمد عبده:2005 - دوائر الشك:2005 - عواصف النساء:2005 - لما يعدي النهار:2005 - ينابيع العشق:2005 - القرار الأخير:2004 - القلب إذا هوى:2003 - المرأة في الإسلام:2003 - حكايات زوج معاصر:2003 - فارس الرومانسية:2003 | - كناريا وشركاه:2003 - جائزة نوفل:2002 - قاسم أمين:2002 - البيضاء:2001 - دعاة الحق:2001 - أصيل في السيرك الكبير:2000-الزغبي - الجاني مين:2000 - الفسطاط:2000 - أوان الورد:2000 - الجذور:1999 - الليث بن سعد:1999 - أوقات خادعة:1999-فتحي - خيانة:1999-يوسف طليق سلوى - موال الحب والغضب:1999 - وبقيت الذكريات:1998 - التوأم:1997 - حلم الجنوبي:1997 - عباسية واحد:1997-ابو رية - عوضين وإمبراطورية عين:1997 - حارة المحروسة:1996 - عطاء بلا حدود:1996 - أصيل في أرض النخيل:1995 - الزيني بركات:1995-من مجاورين الأزهر - الستات ما يعملوش كده:1995 - الوهم والسلاح:1995 - أنا إللي أستاهل:1995 - عظمة يا ست:1995 - على باب الوزير:1995-دنداري - من الذي لا ينساكي:1995 - عزبة القرود:1994 - لا:1994 - محمد رسول الله إلى العالم:1993 - السوق:1992 - ألف ليلة وليلة:1992 - المال والبنون ج1:1992-سونة - الوقف:1992 - في قلب الليل:1992 | - مغامرات زكية هانم:1992-زوج عطيات - ضيف الحلقات - البريمو:1991 - بين ثلاثة:1991 - سحور على مائدة أشعب:1991 - وداعا يا ربيع العمر:1991 - الرحاية:1989 - ألف ليلة وليلة: الأشكيف وست الملاح:1989 - الكهف والوهم والحب:1989 - بعد العاصفة:1989 - رحلة إلى الشمس:1989 - زهرة من بستان:1989 - اللقاء الثاني:1988 - بوجي و طمطم - الفيل الجميل:1988 - الباقي من الزمن ساعة:1987 - الزنكلوني:1987 - الطبري:1987 - برج الأكابر:1987 - شجرة الحواديت:1987 - المنعطف:1986 - لا إله إلا الله ج2:1986 - إبن عمار:1985 - ألف ليلة وليلة:1984 - عصر الحب:1983 - النديم:1982 - أبواب المدينة ج1:1981-حماده - حديقة الزوجات:1981 - دموع في عيون وقحة:1980 - حدوتة بعد النوم:1979 - ماشي يا دنيا ماشي:1977 - البحيرات المرة - المهاجرون - عباد الرحمن - لم يكن أبدا لها - من دعاة الخير - مهلا أيها العمر - وتبقى الأرض دائما |

| - ياما في الجراب يا حاوي:2021-مساعد الوزير المعتصر - حدث في بلاد السعادة:2018 - وبحلم يا مصر:2015 - في عز الظهر:2003 - الساحرة:1999 - البهلوان:1988 - رجل في القلعة:1987-محروس / حجاج - المهاجر:1982 - سيرك يا دنيا:1982 - كوبري الناموس:1980 - آه يا غجر - رقصة سالومي الأخيرة - مجنون ليلى | - الغرفة رقم 12:2011 - عودة السيد:1995-حسن - الألبوم:1992 - مش معقول: الثانوية العامة:1986 - أم مثالية:1981 - الحفل الأخير - الرحمة المهداة - قلب في مأزق:عبد الحميد - كلاكيت آخر مرة - محاكمة عيدان القصب - مين فينا ماما - يموت الزمار | - بين الناس:2000 - المتزوجون في التاريخ:1993 - حياتي:1988 - عمو فؤاد ويا الأجداد:1985 - الخروج من الشرنقة - مرفوض وقابل للتعديل |

## روابط خارجية
- حسن العدل على موقع الدهليز
- حسن العدل على موقع قاعدة بيانات الأفلام العربية